# Niezgoda (komiks)
Niezgoda (fr. La Zizanie) – piętnasty tom o przygodach Gala Asteriksa. Jego autorami są René Goscinny (scenariusz) i Albert Uderzo (rysunki).
Komiks ukazywał się początkowo w odcinkach, na łamach francuskiego czasopisma Pilote, w 1970 r. W tym samym roku ukazał się w formie albumu.
Pierwsze polskie wydanie (w przekładzie Anny Danilczuk-Danilewicz) pochodzi z 1993 r.

## Fabuła
Juliusz Cezar zwołuje spotkanie swoich przyjaciół i współpracowników, mające na celu pokonanie galijskiej wioski, stawiającej opór Rzymowi. Odrzuciwszy propozycje użycia siły zbrojnej i przekupstwa, Rzymianie decydują się powierzyć sprawę Tuliuszowi Destrukcjuszowi i z jego pomocą skłócić Galów.
Destrukcjusz udaje się do obozu rzymskiego w Akwarium, gdzie centurion, Kajusz Aerobus, opowiada przybyszowi o mieszkańcach wioski. Na podstawie tak zdobytej wiedzy Destrukcjusz decyduje się zasiać ziarna niezgody wśród Galów. Zaczyna od wręczenia kosztownego naczynia Asteriksowi jako najważniejszemu mężczyźnie w wiosce, choć to Asparanoiks, jako wódz osady, spodziewał się być odbiorcą podarunku.

## Nawiązania
- centurion Kajusz Aerbous przypomina z wyglądu Lino Venturę, francuskiego aktora[6].